# Kalinowska (wieś)
Kalinowska, Lichosielce (biał. Каліноўская; ros. Калиновская), hist. (biał. Ліхасе́льцы) – wieś na Białorusi, w obwodzie grodzieńskim, w rejonie świsłockim, w sielsowiecie Niezbodzicze.
W dwudziestoleciu międzywojennym miejscowość leżała w Polsce, w województwie białostockim, w powiecie wołkowyskim, w gminie Świsłocz. 16 października 1933 utworzyła gromadę Lichosielce w gminie Świsłocz. Po II wojnie światowej weszła w struktury ZSRR.
W 1969 roku nazwę wsi Lichosielce zmieniono na Kalinouskaja.